# Eleonora Gonzaga
Eleonora Gonzaga, född 1493, död 1550, var en italiensk adelskvinna, hertiginna av Urbino mellan 1509 och 1538 som gift med hertig Francesco Maria I della Rovere.
Hon var ställföreträdande regent i Urbino 1532, medan hennes make var bortrest. 